# دهستان حاجیلار جنوبی
دهستان حاجیلار جنوبی به مرکزیت روستای حاجیلار یکی از دهستان‌های بخش حاجیلار شهرستان چایپاره واقع در شمال استان آذربایجان غربی است.
همچنین مرکز این دهستان روستای حاجیلار است. این دهستان تا قبل از سال ۱۳۸۶ تحت عنوان دهستان حاجیلار شناخته می‌شد که پس تأسیس شهرستان چایپاره به دهستان حاجیلار جنوبی تغییر نام داد.
بر اساس سرشماری مرکز آمار ایران در سال ۱۳۹۵، جمعیت این دهستان برابر با ۵٬۷۸۱ نفر (۱٬۶۵۷ خانوار) بوده است. 